# Прозоровський Олександр Олександрович
Прозоровський Олександр Олександрович (1732—1809) — князь, російський військовий діяч, генерал-фельдмаршал (з 1807).

## Біографія
Військову службу розпочав у 1754 році після закінчення сухопутного кадетського корпусу. Учасник Семилітньої війни 1756–63, російсько-турецької 1768–74. З 1780 керував Орловсько-Курським намісництвом. У 1790—1795 роках — московський головнокомандувач, сенатор. 1797 звільнений у відставку. 1807 призначений головнокомандувачем російської армії на Дунайському театрі війни з Туреччиною. 1809 року помер у своєму таборі поблизу Мачина на Дунаї. За заповітом був похований у Києво-Печерській Лаврі.
1816 року заходами зятя — єгермейстера царського двору Федора Голіцина, прах фельдмаршала перенесено до його колишнього власного будинку, що стояв на сучасній вулиці Чигоріна і на той час за бажанням небіжчика вже був перетворений на інвалідний дім з церквою святих князів Володимира і Олександра Невського. В ній перепоховали полководця, а згодом і його дружину. У 1830-ті роки їх прах перенесено до новоспорудженої вежі № 3 Васильківських укріплень Київської фортеці, яка носить його ім'я.